# Frontball
El Frontball és una modalitat d'American handball (Frontó americà) sorgida en 2008. S'ha considerat com un híbrid entre l'American handball i el frontó basc, i des de 2015 està reconeguda com a modalitat per la Federació Internacional de Pilota Basca, si bé cap federació dels territoris bascos no la inclou entre les seues competicions oficials.
El nom va ser encunyat per Jean-Michel Idiart, president de la FIPV. Va nàixer com una modalitat senzilla de practicar que unificara totes les maneres de joc indirecte que hi ha al món.
El Frontball és una modalitat de pilota a mà jugada contra la paret amb pilotes d'uns 45 grams, com a la Pilota Valenciana. Tanmateix, es juga amb pilotes fetes amb materials sintètics, senzills d'aconseguir. El frontball està inspirat en una varietat de pilota a mà jugada a Nova York, el One Wall, que sí que està reconeguda per la Federació de Pilota Valenciana.